# Jindřich z Varnsdorfu
Jindřich z Varnsdorfu (kolem 1265 – 1346/1347) pocházel z manského rodu rytířů z Varnsdorfu, vazalů šlechtického rodu Ronovců. Jako johanitský řeholník získal církevní vzdělání v Praze a v Paříži. Od roku 1310 byl komturem žitavské komendy johanitů (Řád rytířů špitálu svatého Jana v Jeruzalémě, později Řád maltézských rytířů). Je považován za hypotetického autora Kroniky tak řečeného Dalimila.

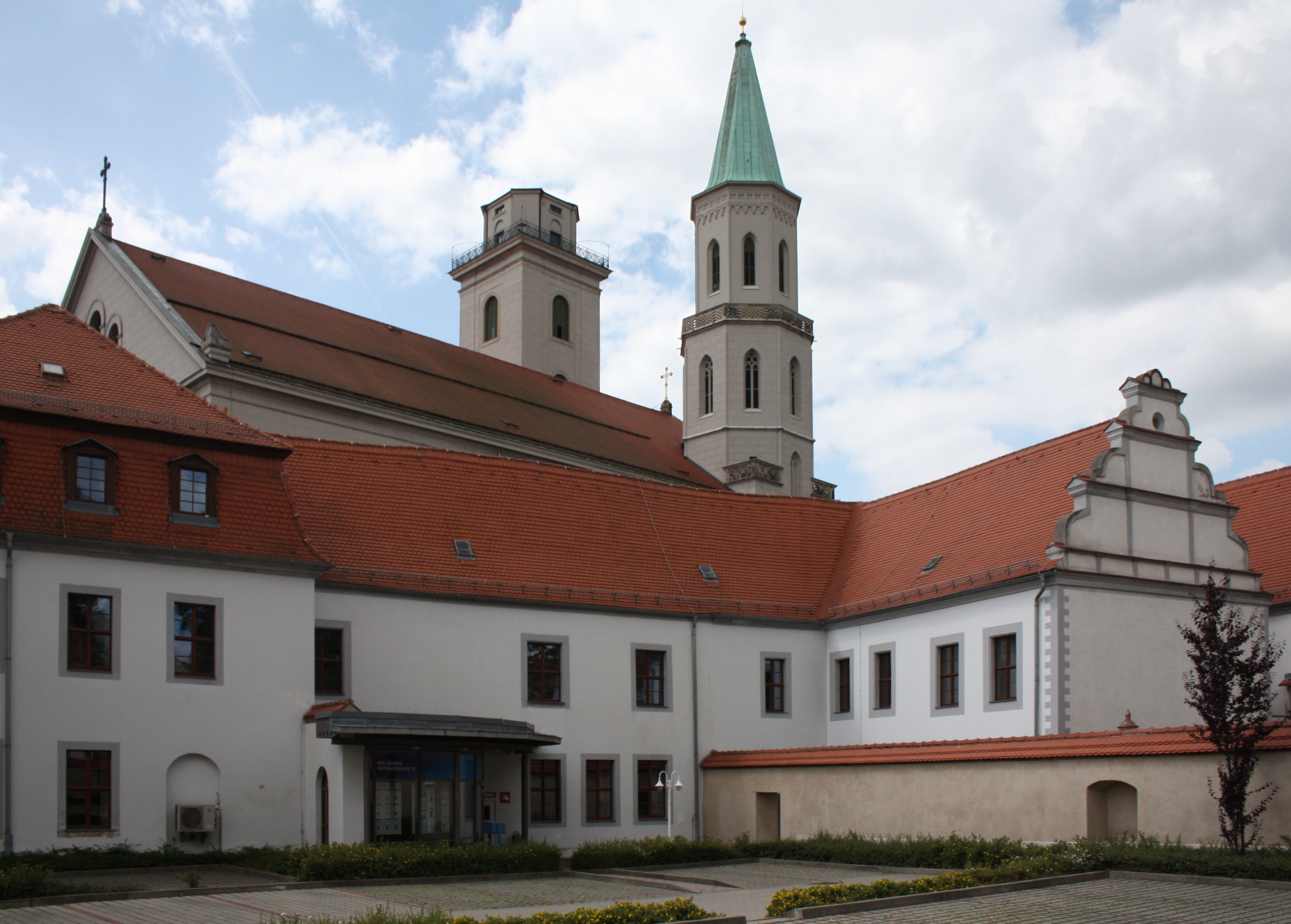
Johanitská komenda (dnes gymnázium) s kostelem sv. Jana Křtitele v Žitavě

## Životopisné údaje
Manský rod pánů z Varnsdorfu měl své statky v žitavském a zhořeleckém kraji. Do rytířského stavu byli povýšeni po návratu ze druhé křížové výpravy.
S návratem českého vojska přišel do Čech i špitální řád johanitů, známý později jako Řád maltézských rytířů. Brzy po založení první johanitské komendy v Praze na Malé Straně u Juditina mostu (1158-1169) vznikaly další komendy v Kadani (1186), ale i v Českém Dubu (1237) a v Žitavě (1250).
Asi desetiletý Jindřich z Varnsdorfu vstoupil do klášterní školy žitavských johanitů, kde získal základní vzdělání. Johanité poslali nadaného řeholníka do Prahy, aby zde studoval v kapitulní škole u sv. Víta, která v té době byla nejvýznamnější církevní školou v Čechách. Následovalo jeho vyslání do Paříže, kde získal titul "magister". Jeho další cesta, jako účastníka výpravy Václava II., ho zavedla do Polska (1292). Zde se seznámil s předními představiteli šlechtického rodu Ronovců, především s vlivnými pány z Lipé.
Po návratu do Prahy v polovině 90. let 13. století vysvěcen pražský biskup Jindřicha na kněze. Díky přátelství s Jindřichem z Lipé a s biskupem Janem IV. z Dražic se v roce 1310 stal komturem (velitelem) žitavské komendy. Ještě téhož roku mu pražský biskup Jan potvrzuje odpustky. Postavení komtura Jindřichovi z Varnsdorfu umožňovalo zasahovat i do politiky království na straně reprezentantů lucemburských zájmů v Čechách. Přitom si zachoval silné pročeské cítění, což dokládá skutečnost, že v době sporu krále Jana Lucemburského s Jindřichem z Lipé stál na straně českého šlechtice. Král za poskytnutou pomoc pána z Lipé nejdříve jmenoval podkomořím a českým maršálkem (1310), ale následujícího roku jej těchto funkcí zbavil. Tím vyhrotil svůj spor s většinou české šlechty, který byl urovnán až odvoláním králových porýnských velmožů a církevních poradců, včetně johanitského velkopřevora Bertolda z Henneberku (1315). Současně král vrátil Jindřichovi z Lipé úřad podkomořího, ale na podzim téhož roku jej z podnětu závistivého Viléma Zajíce z Valdeku nechal uvěznit na hradě Týřově. Většině událostí z let 1298-1315 Jindřich z Varnsdorfu mohl být přímým svědkem. A asi to není jen pouhou shodou okolností, že Kronika tak řečeného Dalimila tyto události popisuje ze silně pročeské pozice.
Po sjednání definitivního smíru v Domažlicích (1318) Jindřich z Lipé následujícího roku vyměnil Žitavu a přilehlé hrady s Janem Lucemburským za pozemky na Moravě, což mělo negativní důsledky pro žitavskou komendu po roce 1319. Předpokládá se, že ještě v roce 1315 Jindřich z Varnsdorfu napsal druhý rukopis kroniky, která již nemá vyhrocený politický cíl, ale je podporou mocenských zájmů Ronovců. Jindřich byl i později literárně činný, což dokládá jeho latinská "Konkordance evangelií a epištol" (dnes v kapitulní knihovně u sv. Víta) z 20.-30. let 14. století. Současně měl zájem i o koupi knih od sousedních komturů. Získal tak homiliář, dvoudílnou bibli, jednodílný pasionál, antifonář a některé další knihy. Havel z Lemberka, převor johanitského řádu, uvedené knihy potvrdil jako nezcizitelný majetek komendy v Žitavě.
Ve funkci komtura této komendy Jindřich působil nejméně do roku 1337. V souvislosti se smrtí Jana Lucemburského v bitvě u Kresčaku (26. 8. 1346) stačil ještě napsat veršované rozloučení s králem. Zemřel koncem roku 1346 nebo v roce následujícím. Pohřben byl ve farním kostele sv. Jana Křtitele v Žitavě.

## HypotetickýDalimil
Nejstarší česky psaná (veršovaná) kronika neznámého autora, původně nazývaná "Kronika česká" či "Kronika boleslavská", byla v 16. století připsána Dalimilu Meziříčskému, neznámému boleslavskému kanovníkovi. Jeho autorství se sice neprokázalo, přesto byla kronika označena jako Dalimilova, či správněji Kronika tak řečeného Dalimila. Autor v ní straní rytířskému řádu johanitů nejen tím, že sv. Jana Křtitele, patrona řádu, považoval za ochránce přemyslovských knížat (Jaromír, Oldřich), ale tento světec pomáhal i knížeti Soběslavovi I. (1090? - 1140) v bitvě u Chlumce (1126) proti německému císaři Lotharovi III. (1075-1157). Velkou pozornost neznámý kronikář věnoval popisu okolí Juditinu mostu, u kterého byla založena první johanitská komenda v Čechách (1158-1169). Současně autor zdůrazňuje svou osobní přítomnost v Praze v roce 1310, a to během květnových a červnových bojů o most a Pražský hrad jako pozorovatel z malostranského (johanitského) břehu. Tato a další fakta nakonec dovedla historika Tomáše Edela k závěru, že neznámým autorem Kroniky tak řečeného Dalimila by mohl být právě johanita Jindřich z Varnsdorfu.
Odpovědí může být citace části vyjádření Tomáše Edela (1951-2010), historika a ředitele muzea v Českém Dubu, který napsal následující charakteristiku autora Kroniky tak řečeného Dalimila: "...došel jsem k závěru, že autorem nemohl být nikdo jiný než ten, komu důvěřovali i Jan z Dražic i Jindřich z Lipé, kdo byl literárně zručný v češtině a tak jazykově vybavený, aby mohl číst prameny německé, latinské a francouzské, kdo spoléhal na hvězdu Jana Křtitele, patrona johanitů. Jen takový je náš autor..." a míní tím Jindřicha z Varnsdorfu.